# Marseillaisen
Marseillaisen (fransk: La Marseillaise) er den franske nationalsang. Den blev digtet og komponeret i Strasbourg natten mellem 24. og 25. april 1792 af den franske ingeniør og officer Claude Joseph Rouget de Lisle som reaktion på den østrigske krigserklæring mod Frankrig. Teksten er stærkt inspireret af flere andre kilder: samtidige plakater med slagord, salmer og tidligere kampsange. Den blev hurtigt arrangeret for militærorkester og spillet nogle dage senere ved en festlig lejlighed. Den fik sit gennembrud ved en banket i Marseille i juni samme år, blev trykt og spredte sig derefter over hele Frankrig. Sangen fik sit navn, da republikanske soldater fra Marseille 30. juli 1792 sang den under indmarch i Paris. Den blev erklæret for nationalsang 14. juli 1795.
Sangen blev første gang oversat til dansk af Peter Andreas Heiberg og bragt i det revolutionsvenlige blad Politisk og Physisk Magazin 1793 (i nummeret for juli-december). Det er stadig Heibergs oversættelse (se Eksterne henvisninger) der bruges i den version af sangen der findes i Højskolesangbogen.

## Andre henvisninger til sangen
The Beatles brugte de meget berømte toner til intro, af deres single "All you need is love"

## Teksten på fransk
1. vers
Allons enfants de la Patrie, 

Le jour de gloire est arrivé ! 

Contre nous de la tyrannie, 

L'étendard sanglant est levé, (bis) 

Entendez-vous dans les campagnes 

Mugir ces féroces soldats ? 

Ils viennent jusque dans vos bras 

Egorger vos fils, vos compagnes !
Omkvæd
Aux armes, citoyens 

Formez vos bataillons 

Marchons, marchons ! 

Qu'un sang impur 

Abreuve nos sillons !
2. vers:
Que veut cette horde d'esclaves, 

De traîtres, de rois conjurés ? 

Pour qui ces ignobles entraves, 

Ces fers dès longtemps préparés ? (bis) 

Français, pour nous, ah ! quel outrage 

Quels transports il doit exciter ! 

C'est nous qu'on ose méditer 

De rendre à l'antique esclavage !
Omkvæd
3. vers
Quoi ! des cohortes étrangères 

Feraient la loi dans nos foyers ! 

Quoi ! ces phalanges mercenaires 

Terrasseraient nos fiers guerriers ! (bis) 

Grand Dieu ! par des mains enchaînées 

Nos fronts sous le joug se ploieraient 

De vils despotes deviendraient 

Les maîtres de nos destinées !
Omkvæd
4. Vers
Tremblez, tyrans et vous perfides 

L'opprobre de tous les partis, 

Tremblez ! vos projets parricides 

Vont enfin recevoir leurs prix ! (bis) 

Tout est soldat pour vous combattre, 

S'ils tombent, nos jeunes héros, 

La terre en produit de nouveaux, 

Contre vous tout prets à se battre !
Omkvæd
5. vers
Français, en guerriers magnanimes, 

Portez ou retenez vos coups ! 

Epargnez ces tristes victimes, 

A regret s'armant contre nous. (bis) 

Mais ces despotes sanguinaires, 

Mais ces complices de Bouillé, 

Tous ces tigres qui, sans pitié, 

Déchirent le sein de leur mère !
Omkvæd
6. vers
Amour sacré de la Patrie, 

Conduis, soutiens nos bras vengeurs 

Liberté, Liberté chérie, 

Combats avec tes défenseurs ! (bis) 

Sous nos drapeaux que la victoire 

Accoure à tes mâles accents, 

Que tes ennemis expirants 

Voient ton triomphe et notre gloire !
Omkvæd
7. vers (Kendt for at være henvendt til børn) :
Nous entrerons dans la carrière 

Quand nos aînés n'y seront plus, 

Nous y trouverons leur poussière 

Et la trace de leurs vertus (bis) 

Bien moins jaloux de leur survivre 

Que de partager leur cercueil, 

Nous aurons le sublime orgueil 

De les venger ou de les suivre
Omkvæd

## Teksten oversat til dansk
Af sted, fædrelandets børn

Hædersdagen er oprundet!

Vi står over for tyranniet,

Den blodige fane er løftet!

Den blodige fane er løftet!

Hører I henover landet

De grusomme soldaters brøl?

De kommer lige i armene på jer

For at skære halsen over på jeres sønner, jeres hustruer.
Grib til våben borgere!

Opstil jeres bataljoner!

Lad os marchere, lad os marchere!

Så det urene blod

Må væde vore furer!
Hvad vil denne horde af slaver,

Af forrædere og sammensvorne konger?

Til hvem er disse gemene fodlænker,

Disse jernlænker smedet for længe siden?

Franskmænd! Det er en krænkelse mod os!

Hvilke vredesudbrud det bør fremkalde;

Man vover at pønse på

At sende os tilbage til fortidens slaveri!
Grib til våben borgere! Etc.